# 新島の伝説
『新島の伝説』（にいじまのでんせつ）は、田代まさし唯一のソロ・シングル。1986年8月27日リリース。

## 解説
表題曲は、鈴木雅之の作曲によるもので、鈴木が唯一、秋元康の作詞に触れた作品。1980年代に伊豆諸島の新島が「ナンパ島」と呼ばれていた都市伝説を題材とした歌詞になっている。
B面の「パシフィック (夏は罪作り)」は、シャネルズのアルバム『SOUL SHADOWS』に収録されている同名曲のリミックス・ヴァージョンである。
次作以降は池畑慎之介を皮切りにザ・ドリフターズの志村けんなど数回のコラボレーションを行う（その内の3回はマーシー名義）。

## 収録曲
- 全作曲：鈴木雅之

1. 新島の伝説
作詞：秋元康　編曲：丸山恵市
2. パシフィック (夏は罪作り) -リミックス・ヴァージョン-
作詞：田代まさし　編曲：村松邦男